# Tangáxoan Tzíntzicha
Tangáxoan Tzíntzicha o Tangáxoan II (¿?-1529) va ser l'últim cazonci de l'imperi purépetxa que va governar Tzintzuntzan a la regió de la Altiplà Purépetxa, territori situat al centre de l'actual estat mexicà de Michoacán.
En 1521, Tangáxoan Tzíntzicha va heretar el càrrec del seu pare Zuangua, qui havia mort de verola. Va emprendre una campanya en contra dels pobles d'Autlán i Sayula, coneguda com Guerra del Salnitre, però no va poder vèncer als pobles confederats i aliats, els quals estaven al comandament de Capaya o Copatzin, senyor d'Autlán.
Va tocar a aquest personatge enfrontar l'arribada dels espanyols liderats per Cristóbal de Olid, davant els quals es va rendir en 1522, per a d'aquesta manera, evitar una derrota com la soferta pels mexica a Tenochtitlan. Cal assenyalar que existeix una història referent a uns emissaris procedents de la pròpia Tenochtitlan, mateixa que relata que malgrat les súpliques que li van fer no sols no es va compadir de la sort dels seus odiats enemics, sinó que inclusivament va manar sacrificar als emissaris tenochca, deixant la ciutat en una postura ja per si mateix insostenible. Els purépechas o tarascos van jurar obediència a la corona espanyola i van segellar un pacte de pau.
Tangáxoan va ser batejat amb el nom de Francisco. El seu fill, don Antonio Huitzimengari, li va succeir al cacicat de Pátzcuaro. La seva filla María Inaguatzin es va casar amb Francisco de Castilleja
El 1529 Nuño Beltrán de Guzmán va acusar Tangáxoan de mantenir ocultament la seva antiga religió, d'encoratjar la desobediència i de donar mort a un cert nombre d'espanyols; després de sotmetre'l a un judici, fou arrossegat lligat a un cavall, i fou condemnat a morir en la foguera. Aquest acte va provocar l'aixecament del poble purépetxa, d'acord amb la llegenda, la Princesa Eréndira filla del cazonci, va ser la lideressa durant el temps que va durar la rebel·lió.
Una estàtua que representa Tangáxoan es troba en el Deslliurament de Pátzcuaro, sortida a Morelia. És obra de l'escultor Guillermo Ruiz (1938).